# Mount Frederick William
Mount Frederick William är ett berg i Kanada.   Det ligger i Sunshine Coast Regional District och provinsen British Columbia, i den sydvästra delen av landet, 3 600 km väster om huvudstaden Ottawa. Toppen på Mount Frederick William är 1 818 meter över havet, eller 725 meter över den omgivande terrängen. Bredden vid basen är 6,5 km.
Terrängen runt Mount Frederick William är huvudsakligen bergig.Runt Mount Frederick William är det mycket glesbefolkat, med 3 invånare per kvadratkilometer.. Det finns inga samhällen i närheten.
I omgivningarna runt Mount Frederick William växer i huvudsak barrskog.